# 앨빈의 모험
《앨빈의 모험》(영어: The Chipmunk Adventure)는 재니스 카먼 감독의 애니메이션을 주제로 다룬 영화이며 사무엘 골드윈 컴퍼니이 1958년 고안해낸 앨빈과 슈퍼밴드라는.